# Firmicus (cratera)
A cratera Firmicus vista da Apollo 17 CSM.
Firmicus é uma cratera lunar que está localizada na parte leste da Lua próximo da face, de modo que a partir da Terra parece de forma oval, devido à perspectiva. É, no entanto, quase circular. A cratera está localizada a oeste do Mare Undarum e nordeste da cratera de tamanho similar Apollonius. Ao norte de Firmicus estão as crateras van Albada e Auzout. Anexado à sua borda noroeste esta Lacus Perseverantiae, um mar lunar em miniatura.
O aspecto mais notável de Firmicus é a escuridão e o fundo plano. Tem um albedo semelhante à superfície do Mare Crisium ao norte, que se torna destacado ao seu entorno. O fundo não sofreu nenhum impacto significativo desde a sua criação, embora haja, sem dúvida, muitos impactos menores em toda a sua superfície. A borda externa de Firmicus sofreu alguma erosão, particularmente ao longo da borda norte, onde é recoberta por um par de pequenas crateras.

## Crateras satélite
Por convenção, estas características são identificadas em mapas lunares colocando a letra no lado do ponto médio da cratera que é mais próxima de Firmicus.
| Firmicus | Latitude | Longitude | Diâmetro |
| -------- | -------- | --------- | -------- |
| A        | 6.4° N   | 65.1° E   | 8 km     |
| B        | 7.3° N   | 65.8° E   | 14 km    |
| C        | 7.7° N   | 66.5° E   | 13 km    |
| D        | 5.9° N   | 64.4° E   | 11 km    |
| E        | 8.0° N   | 63.6° E   | 9 km     |
| F        | 6.5° N   | 61.8° E   | 9 km     |
| G        | 6.9° N   | 61.9° E   | 9 km     |
| H        | 7.5° N   | 60.3° E   | 7 km     |
| M        | 4.1° N   | 67.2° E   | 42 km    |

### Obras em língua portuguesa
- Freitas Mourão, Ronaldo Rogério de (2008). Dicionário Enciclopédico de Astronomia e Astronáutica. Lexicon. ISBN 9788586368356

### Obras em língua inglesa
- Andersson, L. E.; Whitaker, E. A., (1982). NASA Catalogue of Lunar Nomenclature. [S.l.]: NASA RP-1097
- Blue, Jennifer (25 de julho de 2007). «Gazetteer of Planetary Nomenclature». USGS. Consultado em 5 de agosto de 2007
- B. Bussey; P. Spudis (2004). The Clementine Atlas of the Moon. New York: Cambridge University Press. ISBN 0-521-81528-2
- Cocks, Elijah E.; Cocks, Josiah C. (1995). Who's Who on the Moon: A Biographical Dictionary of Lunar Nomenclature. [S.l.]: Tudor Publishers. ISBN 0-936389-27-3
- McDowell, Jonathan (15 de julho de 2007). Lunar Nomenclature (Relatório). Jonathan's Space Report. Consultado em 24 de outubro de 2007
- Menzel, D. H.; Minnaert, M.; Levin, B.; Dollfus, A.; Bell, B. (1971). «Report on Lunar Nomenclature by The Working Group of Commission 17 of the IAU». Space Science Reviews. 12. 136 páginas
- Moore, Patrick (2001). On the Moon. [S.l.]: Sterling Publishing Co. ISBN 0-304-35469-4
- Price, Fred W. (1988). The Moon Observer's Handbook. [S.l.]: Cambridge University Press. ISBN 0521335000
- Rükl, Antonín (1990). Atlas of the Moon. [S.l.]: Kalmbach Books. ISBN 0-913135-17-8
- Webb, Rev. T. W. (1962). Celestial Objects for Common Telescopes 6th revision ed. [S.l.]: Dover. ISBN 0-486-20917-2
- Whitaker, Ewen A. (1999). Mapping and Naming the Moon. [S.l.]: Cambridge University Press. ISBN 0-521-62248-4
- Wlasuk, Peter T. (2000). Observing the Moon. [S.l.]: Springer. ISBN 1852331933